# Cría de ovejas

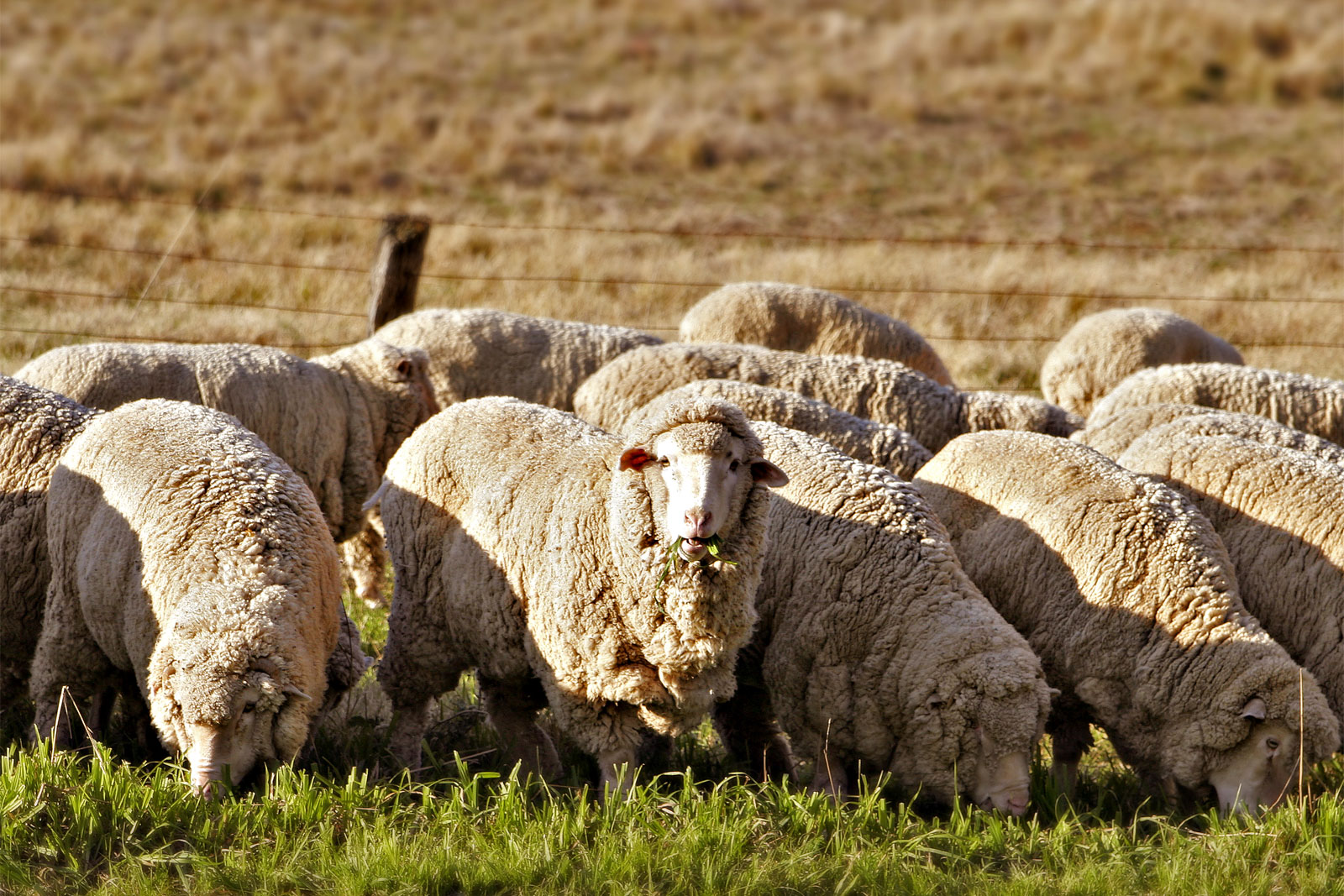
Oveja merina australiana.

La cría de ovejas consiste en el cuidado y la reproducción de la oveja doméstica y es una subcategoría de la cría de animales. La cría de ovejas se centra principalmente en la cría de corderos para la obtención de carne y de ovejas para la lana. También se pueden criar ovejas para obtener leche. Algunos ganaderos se especializan en criar ovejas para su venta.

## Cuidados del animal

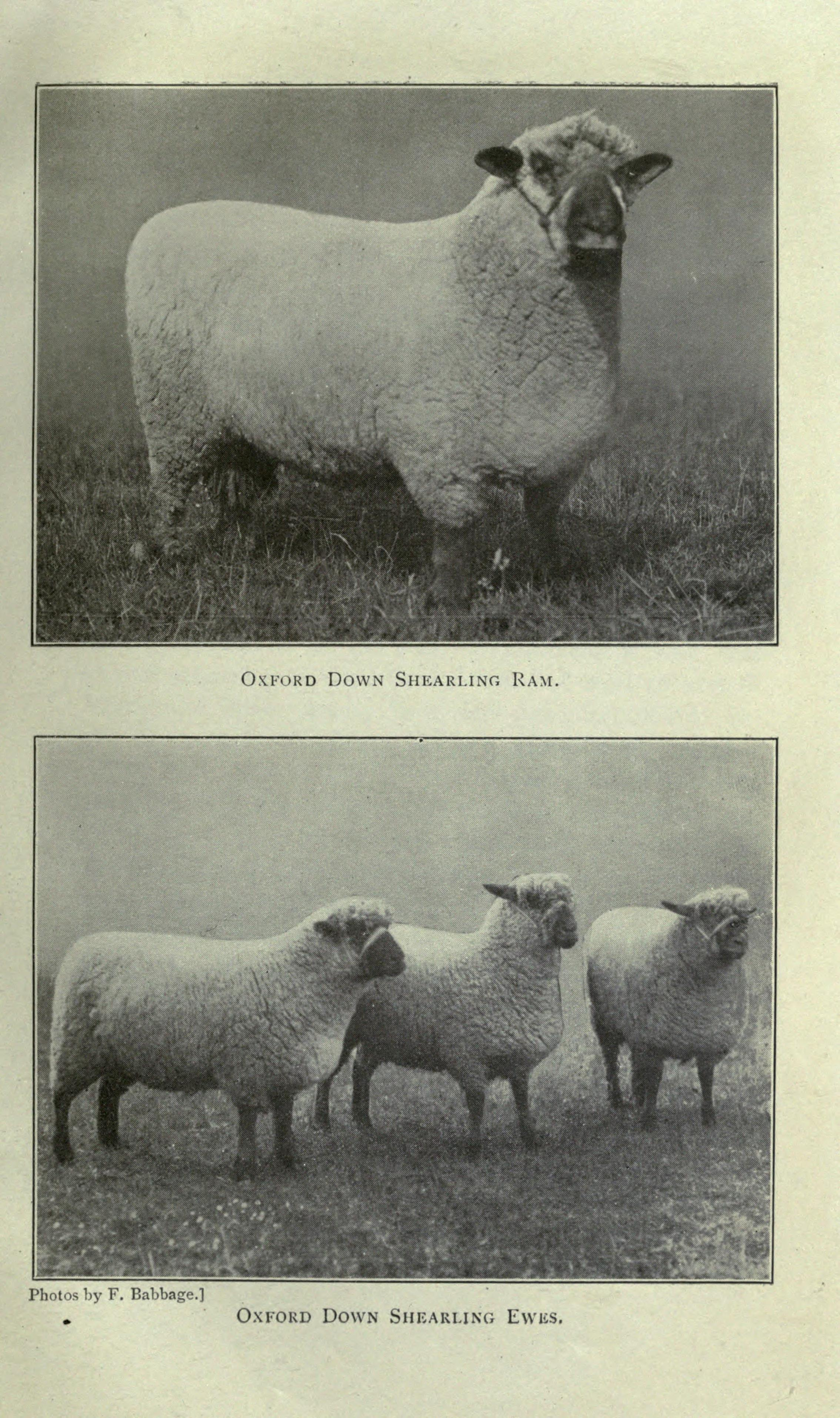
Ilustraciones de un carnero y ovejas hembras de la raza Oxford Down Shearling en el libro "Oveja. Razas y gestión", de John Wrightson (1919)

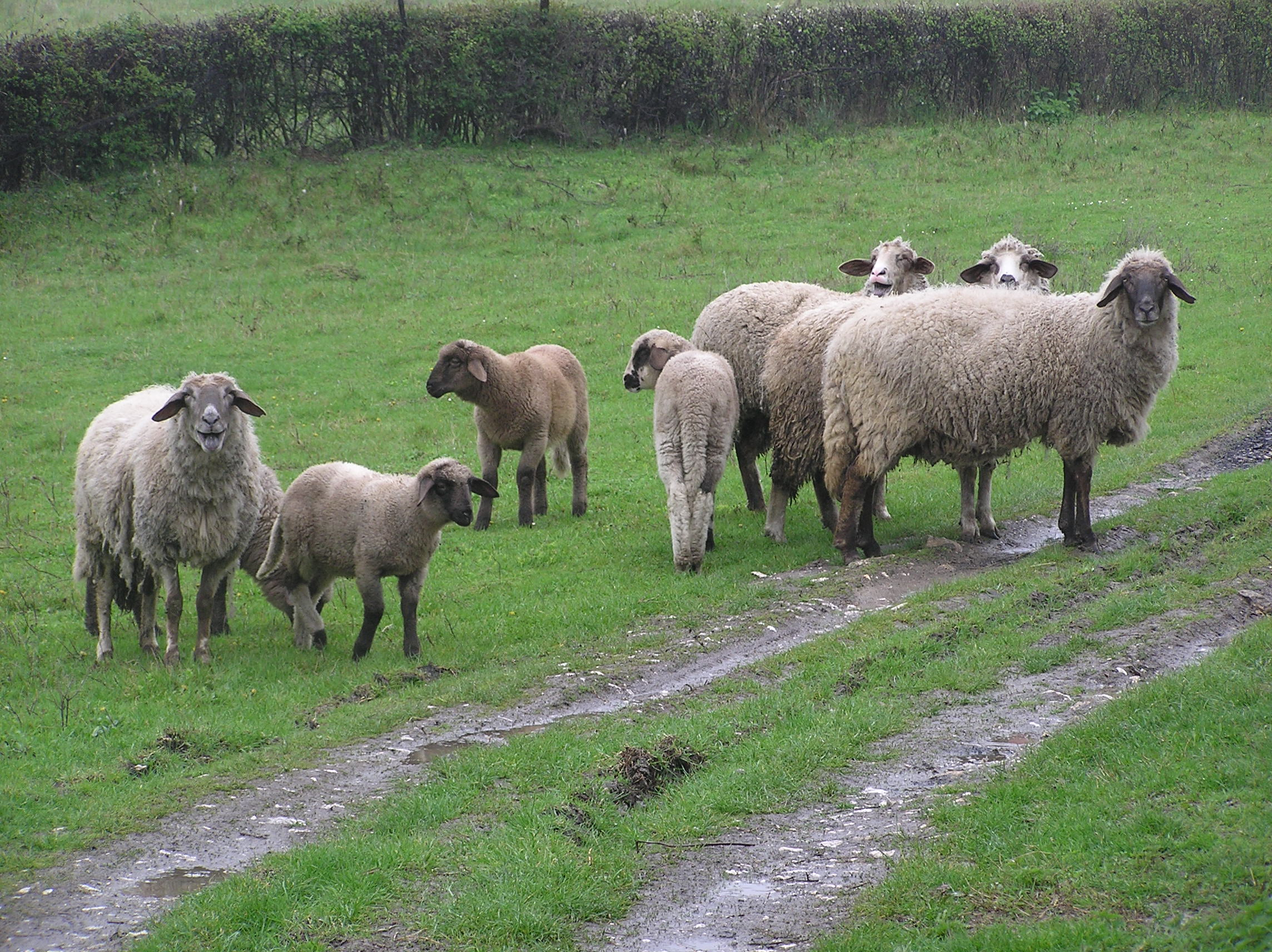
Una majada de ovejas en Serbia.

### Cobijo y entorno
Las ovejas se guardan en manadas en prados, rediles o en establos. En lugares fríos las ovejas pueden necesitar cobijo si acaban de ser esquiladas o han tenido crías recientemente. Los corderos recién esquilados son especialmente susceptibles a un tiempo ventoso o húmedo y pueden perecer muy rápidamente al aire libre. La lana de la oveja debe estar seca porque de lo contrario se pudre.

### Cuidado de la salud

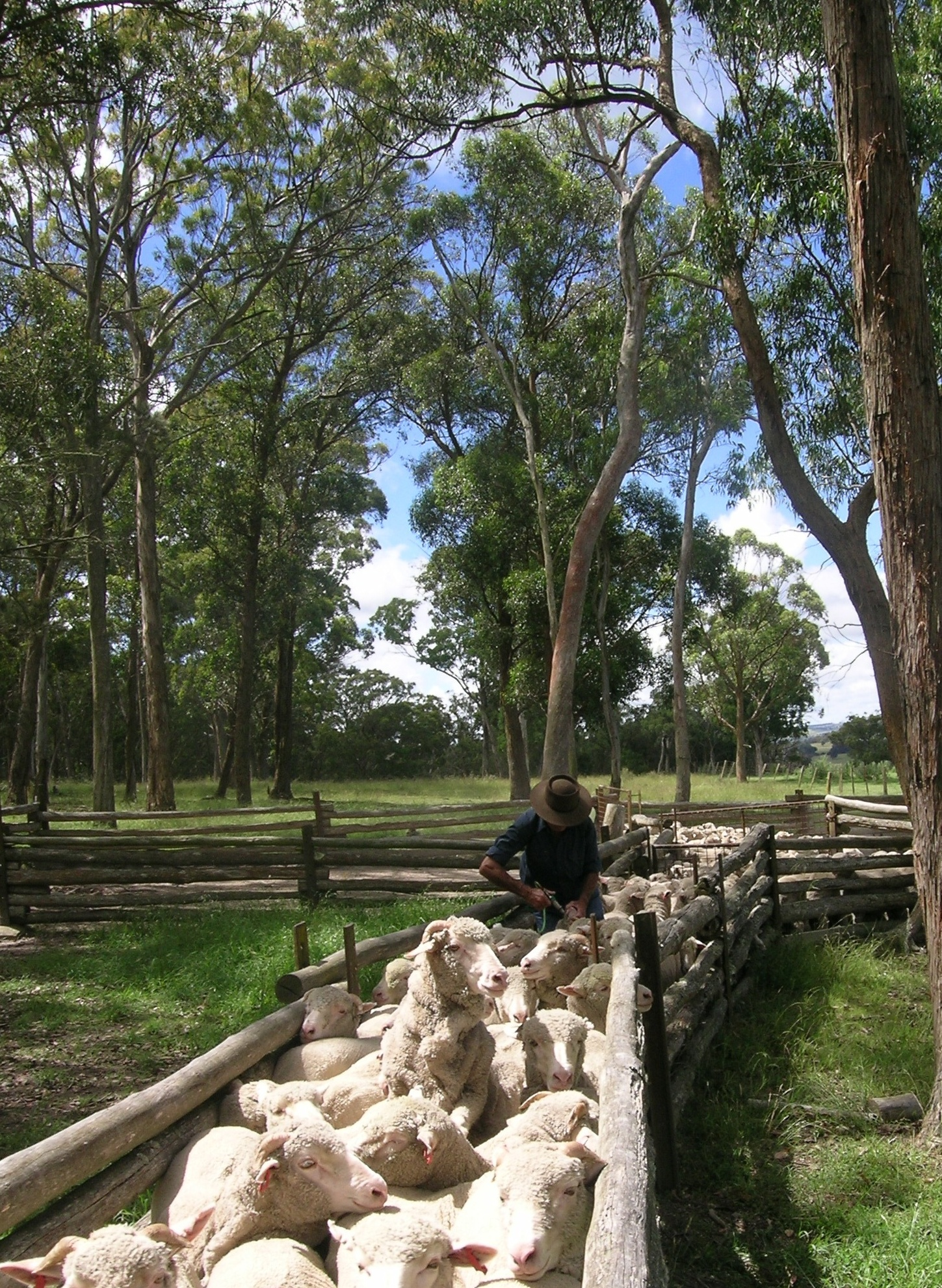
Ovejas merino empapadas.

Las ovejas, sobre todo las que se tienen a cubierto, son vacunadas cuando son corderitos recién nacidos. Los corderos reciben sus primeros anticuerpos a través del calostro de sus madres durante las primeras horas de vida, más tarde por medio de la vacunación cada seis semanas durante tres meses y, por último, con vacunas de recuerdo cada seis meses.
El destete es un acto crucial en la vida del cordero, por ser el momento en el que pueden surgir más problemas que en ninguna otra etapa de la vida de la oveja. Los animales a esta edad precisan de una observación cuidadosa de su salud en general, detectando cualquier cría que sea débil, que tenga la piel pálida o que no siga la evolución de la manada. Las crías son muy susceptibles al gusano mortal de Barbers Pole (Haemonchus contortus), a la Myiasis, al morro costroso, la dermatitis micótica, a veces también a la neumonía, a las fluctuaciones del amamantamiento, etc.
Los ganaderos se asesoran por nutricionistas y veterinarios para preservar a las ovejas de las enfermedades y para tratar cualquier problema de salud del animal. Los corderos pueden ser castrados y sus rabos recortados para facilitar el esquilado y la higiene, así como para ayudarles a protegerse de la Myiasis. Los esquiladores o en su caso los ganaderos deben recortar la lana de los cuartos traseros y en torno del ano, de modo que las heces no se queden adheridas.

### Agua, alimento y aire libre

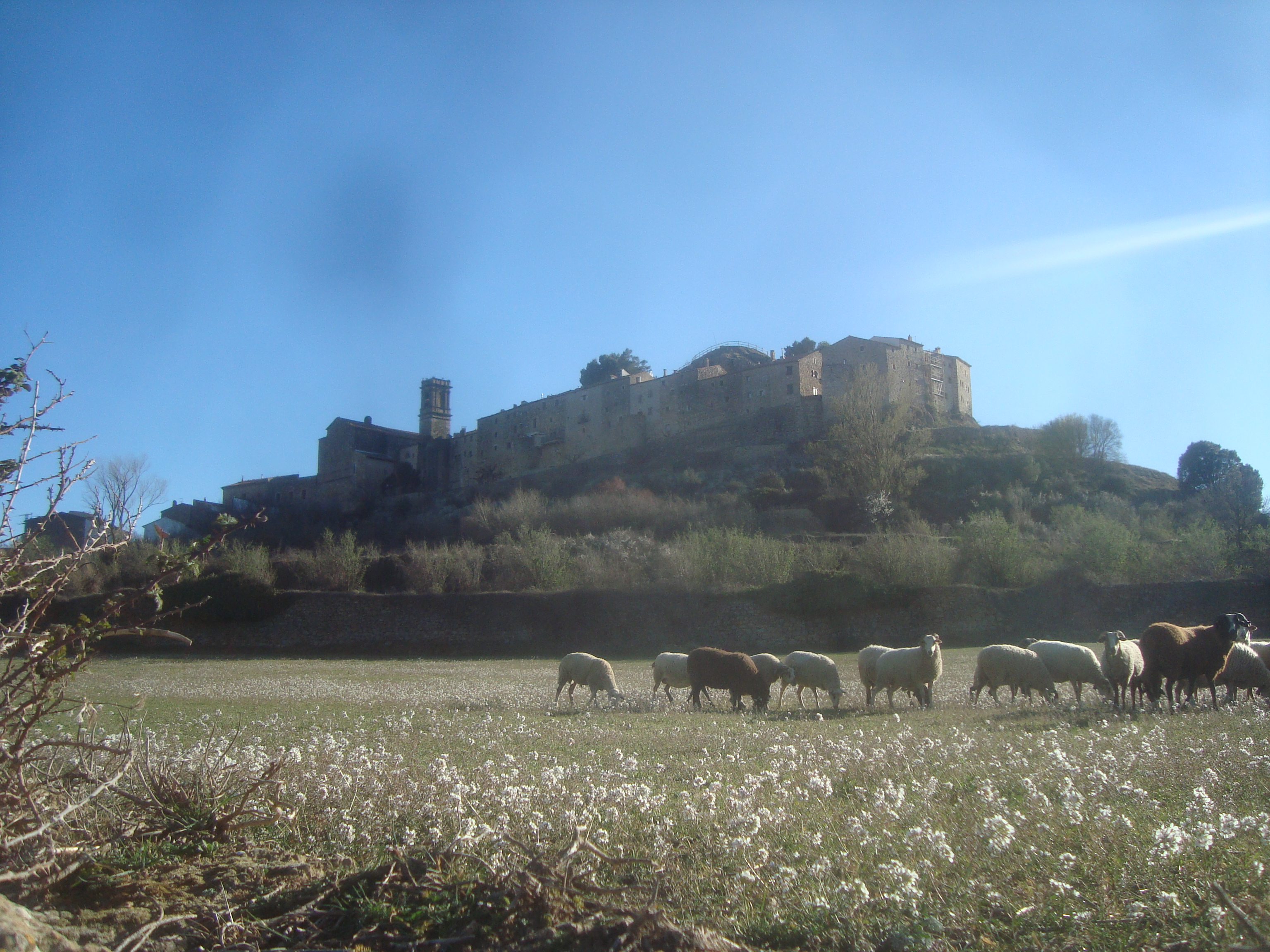
Rebaño de ovejas pastando (Culla, España).

Las ovejas necesitan agua limpia de estanques o pozos, pero en algunos países, como en Nueva Zelanda, hay suficiente rocío en la hierba como para satisfacer su ingesta de agua casi todo el tiempo.
Tras el destete de la leche de la madre, se les alimenta con heno, grano, y hierba. El motivo del destete de los corderos es por la creciente competencia entre el cordero y su madre por el alimento[cita requerida]. Las ovejas pastan ávidamente allá donde haya alimento a ras de suelo o a poca altura. Normalmente se las alimenta dos veces al día en los comederos o bien se las deja pastar libremente en el campo.
Las ovejas se encuentran más cómodas a temperatura moderada, así que puede que sea preciso instalar ventiladores que proporcionen aire fresco si se las tiene en un establo durante la época de calor. En Australia las ovejas que pastan al aire libre pueden estar sometidas a menudo a temperaturas de 40 °C o a más durante el día sin que sufran daño. En Nueva Zelanda dejan a las ovejas pastando bajo la nieve durante periodos de 3 o 4 días antes de que precisen alimento suplementario.

## Estilos de empresa ganadera
En general, existen cuatro estilos de cría de ovejas para satisfacer las distintas necesidades de la industria ovejera o de un pastor en particular; La gestión comercial de ovejas para abastecer de carne y lana gira en torno a dos tipos de ganado: ganado "masivo" y ganado "de granja". El ganado masivo se refiere al que se compone de un gran número de reses (a menudo entre 1.000 y 1.500) y que está bajo el cuidado de unos pocos pastores dedicados a tiempo completo[cita requerida]. El pasto, que debe ser de gran extensión para abastecer al gran número de ovejas, puede estar cercado o ser al aire libre. El ganado masivo a menudo exige que los pastores convivan con las ovejas conforme éstas se van desplazando por el pasto[cita requerida], así como el uso de perros pastores y medios de transporte como caballos o vehículos motorizados. Dado que el ganado masivo se desplaza por una enorme área en la que sería difícil proporcionarles grano de forma continua, deben subsistir tan sólo con el pasto. Este estilo de cría de ovejas es el más común en la mayoría de los EE. UU., Suramérica y Australia[cita requerida].
El ganado de granja se refiere al que es ligeramente menor en número de reses y se tiene en pastos más restringidos y cercados. El ganado de granja también puede suponer un negocio secundario en una granja más amplia, como los granjeros que realizan cultivos extra para abastecer al mercado de corderos, o los que poseen terrenos no cultivables que desean explotar. Sin embargo, el ganado de granja es común en muchas granjas que se centran en el negocio ovejero para sus ingresos principales en el Reino Unido y Nueva Zelanda (debido a que existe una extensión más limitada de tierra disponible en comparación con otros países productores de ovejas). El ganado de granja es un estilo común de empresa ganadera entre los que quieren suplementar el cultivo de grano con la cría de animales.
Otra forma importante de empresa ganadera aparte de las antes mencionadas es el de rebaños especializados en la cría de ovejas con pedigrí. En muchos rebaños comerciales, sobre todo en los destinados a producir carne ovina, se utilizan animales de raza cruzada. Los ganaderos que crían ovejas con pedigrí proporcionan machos sementales y a menudo trabajan simultáneamente para mejor la raza. Los corderos sobrantes son vendidos a menudo a colectivos sociales (como el 4-H en los EE. UU.). Existe un último tipo de cría ovejera que es el del propio aficionado. Este tipo de rebaño es por lo general bastante reducido en comparación con los que participan en operaciones comerciales y se pueden considerar más bien como mascotas. Si algunos rebaños de aficionados se crían con fines productivos, esto puede deberse a necesidades de subsistencia o bien porque se desee proporcionar un producto muy especializado, como la lana que utilizan las hilanderas. A veces ocurre que algunas personas, sobre todo las que emigran de zonas rurales a enclaves urbanos o suburbanos, comenzando con unos cuantos rebaños de aficionado para después pasar a ganados de granja o ganados masivos[cita requerida]

## Propósito de la empresa ganadera

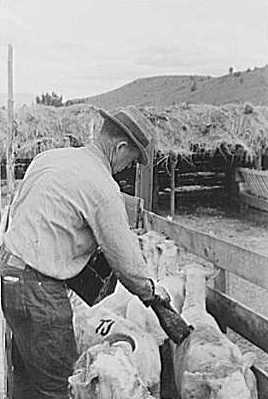
Marcado de ovejas tras el esquilado.

Un criador de ovejas debe preocuparse por mantener el equilibrio correcto entre ovejas macho y ovejas hembra [cita requerida], mediante la selección de ciertos rasgos para la reproducción y el control de la cría en exceso o defecto basándose en el tamaño y la variabilidad genética del rebaño. Otras tareas suyas incluyen el esquileo y la asistencia en los partos.
Los rasgos físicos en los que se fijan los criadores son la calidad de la lana, la fortaleza de los músculos, la capacidad de parir rápidamente (las hembras), la capacidad de tener partos múltiples y la celeridad de su desarrollo físico.
Otra preocupación del ganadero es la protección del ganado. Las ovejas tienen muchos enemigos naturales, como los coyotes (Norteamérica), los zorros (Europa), los dingos (Australia) y los perros. Los corderos recién nacidos en pastos al aire libre son especialmente vulnerables, pudiendo ser presa hasta de los grajos, las águilas y las urracas. Además, en algunas zonas son también susceptibles a la Myiasis, lo que ha llevado a inventar prácticas como el Mulesing.

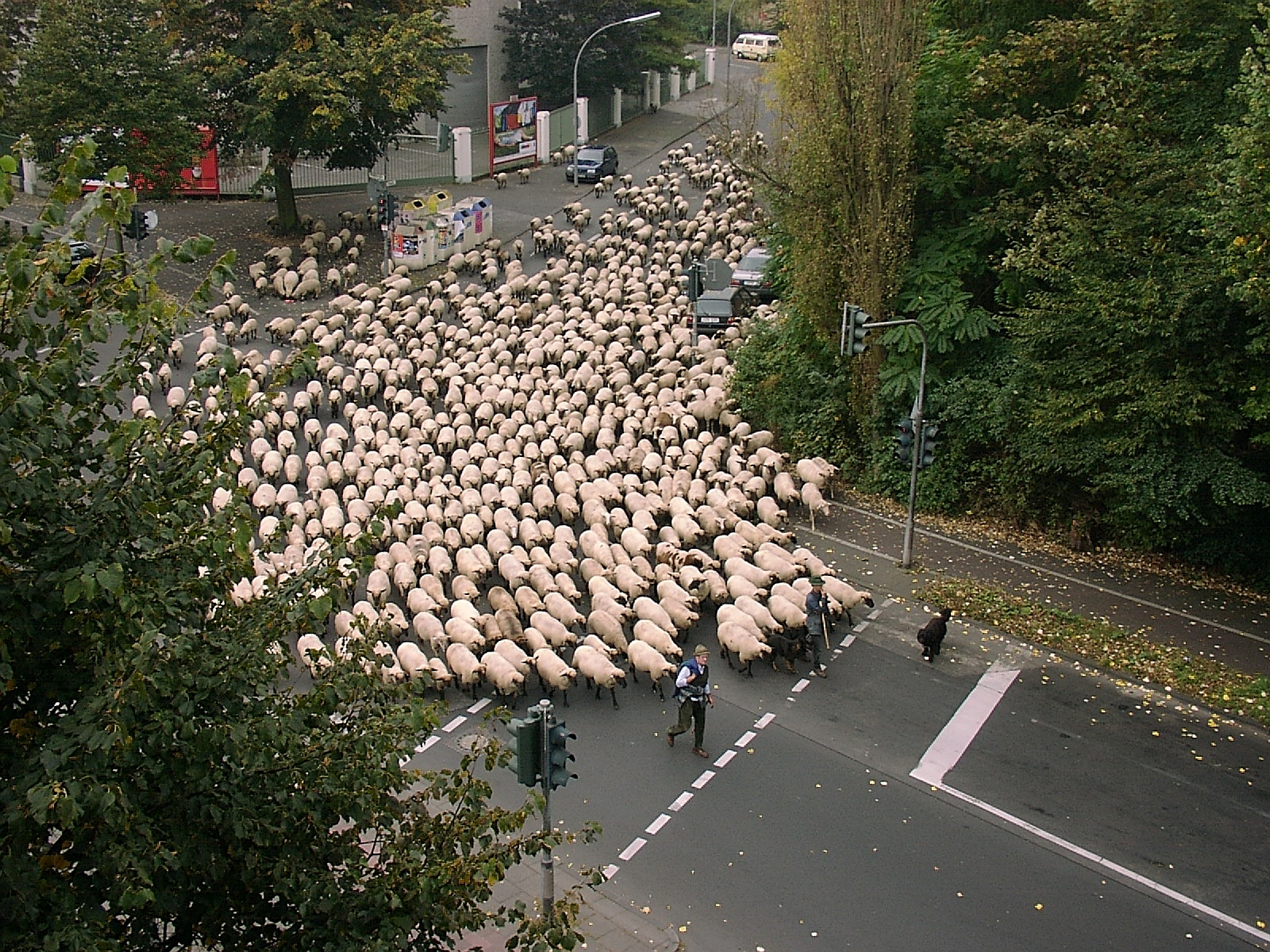
Un rebaño de ovejas atraviesa Colonia a primera hora de un día festivo.

Las ovejas pueden estar en un campo cercado o redil. El ganadero debe asegurarse de que la cerca se encuentre en buen estado a fin de evitar que las ovejas salgan y se extravíen por carreteras circundantes o por terrenos vecinales. Por otra parte, se las puede entrenar para permanecer en un lugar determinado sin necesidad de que esté cercado. Las de la raza Herdwick son especialmente conocidas por su docilidad en este sentido[cita requerida]
Para la protección del rebaño se puede tener a un pastor y a un perro pastor[cita requerida]. En granjas muy grandes puede haber también vigilantes a caballo o en motocicletas para reunir al ganado.
El marcado de las ovejas con fines identificativos se realiza a menudo por medio de marbetes de plástico para el ganado. Aún quedan algunas zonas en las que se sigue identificando a las ovejas con muescas grabadas en la oreja, para lo cual se usan herramientas especialmente diseñadas al efecto (tenacillas de marcado) o bien otros útiles afilados.

### Parto
Durante el parto, a menudo se precisa de la ayuda del granjero o de un pastor según las características de la raza, del clima o de la fisiología particular de la oveja hembra.
Los granjeros australianos suelen reunir a todas las ovejas hembra para que den a luz (la llamada estación del parto) en un periodo de varias semanas, que suele ser a principios del otoño. Como las hembras a veces rechazan a los corderos recién nacidos, sobre todo después de un parto doble o triple, es importante minimizar los contratiempos durante este periodo.
Con objeto de atender los partos, vacunar a los corderos y protegerlos de los depredadores, los pastores harán que las hembras den a luz en cobertizos de paritorio, que consisten en un establo (a veces una estructura provisional construida en medio del pasto) con compartimentos individuales para cada hembra y su(s) retoño(s).

## Ciclo de vida

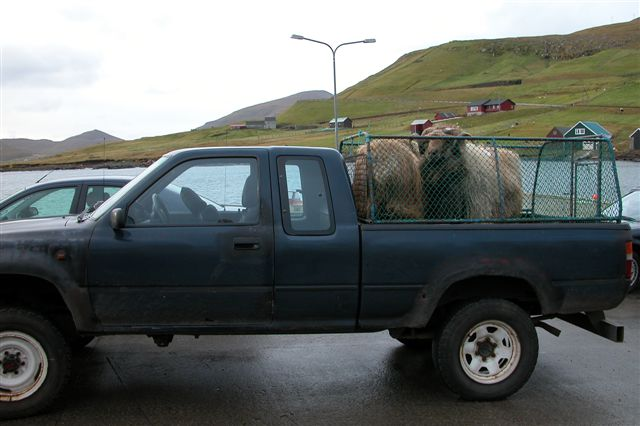
Transporte de carneros camino del mercado.

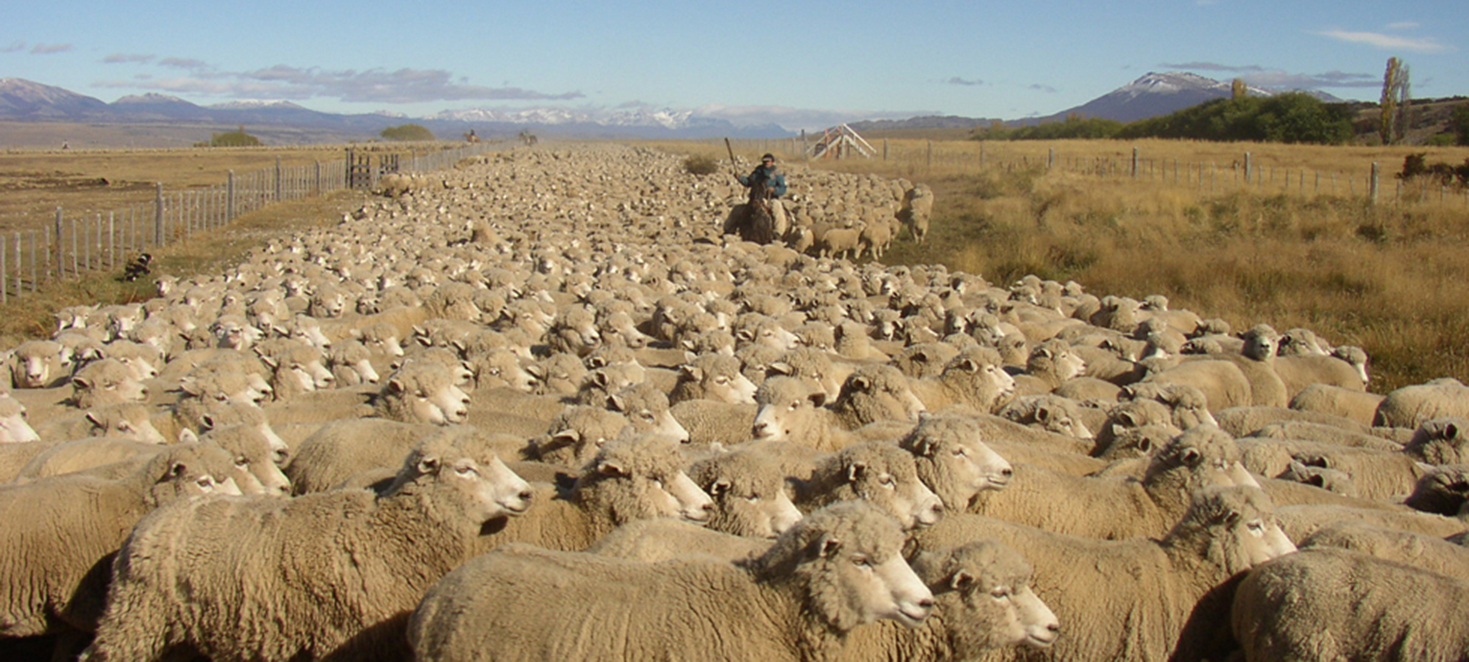
Ovejas en la Patagonia, Argentina.

Las hembras tienen un embarazo de unos cinco meses y pueden parir entre uno y tres corderos a la vez. Algunas hembras pueden alumbrar siete u ocho corderos, solo depende de ovejas de alta calidad en reproducción.[cita requerida]. Los partos simples o dobles son los más comunes, mientras que los partos múltiples son más raros. Las hembras pueden parir una o dos veces al año. El destete de los corderos se produce a los tres meses. Las ovejas llegan a la edad adulta a los dos años y pesan entre 60 y 125 kilogramos. Pueden alcanzar una edad de once o doce años.

## Producción ovina en el mundo
Según la Organización para la alimentación y la agricultura de las Naciones Unidas, los diez países que producen más carne ovina indígena por orden de cantidad son los siguientes:
1. Australia
2. Nueva Zelanda
3. Irán
4. Reino Unido
5. Turquía
6. Siria
7. India
8. España
9. Sudán
10. Pakistán

China tiene en realidad el mayor número de ovejas en lo que se refiere a número de ejemplares.  Nueva Zelanda está en segunda posición de países en la lista de cantidad total de carne ovina indígena producida, ya que posee el mayor número de ovejas por habitante, (solo superada por las Islas Malvinas).